# Pedro Aquino
Pedro Jesús Aquino Sánchez (ur. 13 kwietnia 1995 w Limie) – peruwiański piłkarz występujący na pozycji defensywnego pomocnika, reprezentant Peru, od 2023 roku zawodnik meksykańskiego Santosu Laguna.

## Kariera klubowa
Aquino pochodzi ze stołecznej Limy i jest wychowankiem akademii młodzieżowej tamtejszego klubu Sporting Cristal. W pierwszej drużynie premierowy mecz rozegrał w wieku szesnastu lat za kadencji trenera Juana Reynoso, w maju 2011 z Coronelem Bolognesi (1:0) w krajowym pucharze. Przez kolejne dwa lata występował jednak wyłącznie w rezerwach i w peruwiańskiej Primera División zadebiutował dopiero 2 czerwca 2013 w przegranym 0:2 spotkaniu z Cienciano. W sezonie 2014 zdobył ze Sportingiem tytuł mistrza Peru, lecz pozostawał wyłącznie rezerwowym w taktyce szkoleniowca Daniela Ahmeda. Sporadycznie pojawiał się na boiskach również w sezonie 2015, kiedy to jego ekipa wywalczyła wicemistrzostwo kraju, lecz bezpośrednio po tym wywalczył sobie pewne miejsce w wyjściowym składzie, współtworząc środek pomocy z Josepmirem Ballónem. Pierwszego gola w lidze strzelił 10 września 2016 w wygranej 2:1 konfrontacji z Realem Garcilaso, a w sezonie 2016 zdobył kolejne mistrzostwo Peru, będąc kluczowym graczem drużyny Mariano Soso. Ogółem w Sportingu spędził sześć lat.
Latem 2017 Aquino za sumę miliona dolarów przeszedł do czołowego meksykańskiego zespołu CF Monterrey. Bezpośrednio po tym został jednak wypożyczony do ekipy absolutnego beniaminka rozgrywek – Lobos BUAP z siedzibą w Puebli.

## Kariera reprezentacyjna
W marcu 2011 Aquino został powołany przez Juana José Oré do reprezentacji Peru U-17 na Mistrzostwa Ameryki Południowej U-17. Na ekwadorskich boiskach rozegrał dwa z czterech możliwych spotkań (z czego jedno w wyjściowym składzie), zaś jego drużyna odpadła z rozgrywek już w pierwszej rundzie, nie kwalifikując się na Mistrzostwa Świata U-17 w Meksyku.
W styczniu 2015 Aquino znalazł się w ogłoszonym przez Víctora Riverę składzie reprezentacji Peru U-20 na Mistrzostwa Ameryki Południowej U-20. Tam był z kolei podstawowym graczem środka pola – wystąpił w siedmiu z dziewięciu meczów (we wszystkich w pierwszej jedenastce), lecz Peruwiańczycy uplasowali się ostatecznie dopiero na piątej lokacie i nie zdołali wywalczyć awansu na Mistrzostwa Świata U-20 w Nowej Zelandii.
Sześć miesięcy później Aquino, w barwach prowadzonej przez Riverę reprezentacji Peru U-23, wziął udział w Igrzyskach Panamerykańskich w Toronto. Rozegrał tam dwa z trzech meczów (jeden w pierwszym składzie), zaś jego drużyna zakończyła swój udział w męskim turnieju piłkarskim już w fazie grupowej.
W seniorskiej reprezentacji Peru Aquino zadebiutował za kadencji selekcjonera Ricardo Gareki, 1 września 2016 w wygranym 3:0 (po walkowerze) meczu z Boliwią w ramach eliminacji od Mistrzostw Świata w Rosji.